# Witold Bańka
Witold Bańkaⓘ (ur. 3 października 1984 w Tychach) – polski lekkoatleta, sprinter, w latach 2015–2019 minister sportu i turystyki w rządach Beaty Szydło oraz Mateusza Morawieckiego; członek Komitetu Wykonawczego Światowej Agencji Antydopingowej (WADA) i prezydent tej organizacji z kadencją od 2020.

## Życiorys
Absolwent politologii na Wydziale Nauk Społecznych Uniwersytetu Śląskiego w Katowicach.
Trenował lekkoatletykę, jego trenerami byli m.in. Jan Dera oraz Józef Lisowski. W 2009 był delegatem na zjazd sprawozdawczo-wyborczy Polskiego Związku Lekkiej Atletyki, reprezentując Śląski Związek Lekkiej Atletyki.
W 2012 oficjalnie zakończył karierę sportową. Rozpoczął następnie działalność w branży public relations, realizując szkolenia z zakresu relacji z mediami i wizerunku. Został współwłaścicielem portalu MagazynGospodarczy.pl.
16 listopada 2015 powołany na ministra sportu i turystyki w rządzie Beaty Szydło. W kwietniu 2016 został członkiem Prawa i Sprawiedliwości. W maju 2017 nominowano go na członka Komitetu Wykonawczego Światowej Agencji Antydopingowej (WADA) jako przedstawiciela 47 krajów członkowskich Rady Europy; jego kandydatura na tę funkcję została jednogłośnie poparta przez wszystkie państwa reprezentowane w Europejskim Komitecie Ad Hoc ds. WADA (CAHAMA).
11 grudnia 2017 objął dotychczasowe stanowisko ministerialne w nowo utworzonym rządzie Mateusza Morawieckiego. Pełniąc funkcję ministra, był inicjatorem utworzenia Polskiej Agencji Antydopingowej (POLADA), uruchomienia rządowego programu „Klub” i programu team100 oraz reaktywacji programu „Szkolny Klub Sportowy” (SKS).
W 2018 został kandydatem na prezydenta Światowej Agencji Antydopingowej (WADA). 14 maja 2019 wybrano go na tę funkcję (z kadencją od 1 stycznia 2020). 7 listopada 2019 jego wybór został oficjalnie zatwierdzony; 15 listopada tego samego roku zakończył pełnienie funkcji ministra. W związku z objęciem funkcji prezydenta WADA zrezygnował z przynależności do partii Prawo i Sprawiedliwość.
Został także ambasadorem województwa śląskiego i Stadionu Śląskiego. Jego działalność w tym zakresie w 2020 stała się m.in. przedmiotem kontroli poselskiej. Witold Bańka wyjaśnił wówczas, że dodatkowa odpłatna działalność tego rodzaju nie narusza zasad ustalonych przez WADA.
29 maja 2025 został wybrany na prezydenta Światowej Agencji Antydopingowej na kolejną kadencję.

## Odznaczenia i wyróżnienia
- Krzyż Oficerski Orderu Odrodzenia Polski (2024)[25][26]
- Złota Odznaka Honorowa za Zasługi dla Województwa Śląskiego (2019)[27]
- Nagroda Prezydenta Miasta Tychy w dziedzinie kultury i sportu (2008)[28]
- Nagroda Fair Play Polskiego Komitetu Olimpijskiego za propagowanie „czystej gry” w sporcie (2019)[29]
- Statuetka „Tyski Lider Przedsiębiorczości” w kategorii „wybitna postać regionu” (2019)[30]
- Nagroda specjalna w plebiscycie „Przeglądu Sportowego” (2020)[31]
- Nagroda z okazji 75-lecia „Dziennika Zachodniego” (2021)[32]
- Tytuł European Young Leader 2022, nadany przez brukselski think tank Friends of Europe[33][34][35]

## Osiągnięcia sportowe
- Mistrzostwa świata w Osace (2007): brązowy medal – sztafeta 4 × 400 m[36] (biegł w eliminacjach[37])
- Młodzieżowe mistrzostwa Europy w Erfurcie (2005): złoty medal – sztafeta 4 × 400 m (3:04,41)[38]
- Letnia Uniwersjada w Bangkoku (2007): złoty medal – sztafeta 4 × 400 m (3:02,05)[39]
- Letnia Uniwersjada w Belgradzie (2009): srebrny medal – sztafeta 4 × 400 m (3:05,69)[40]

Dwukrotny srebrny medalista młodzieżowych mistrzostw Polski (2005 i 2006).

## Wyniki w biegu na 400 metrów
| Rok      | 2001  | 2002  | 2003  | 2004  | 2005  | 2006  | 2007  | 2008  | 2009  | 2010  | 2012  |
| Czas (s) | 50,50 | 48,97 | 47,88 | 47,78 | 46,84 | 46,27 | 46,11 | 47,30 | 46,72 | 46,85 | 48,11 |